# Ottmar Walter

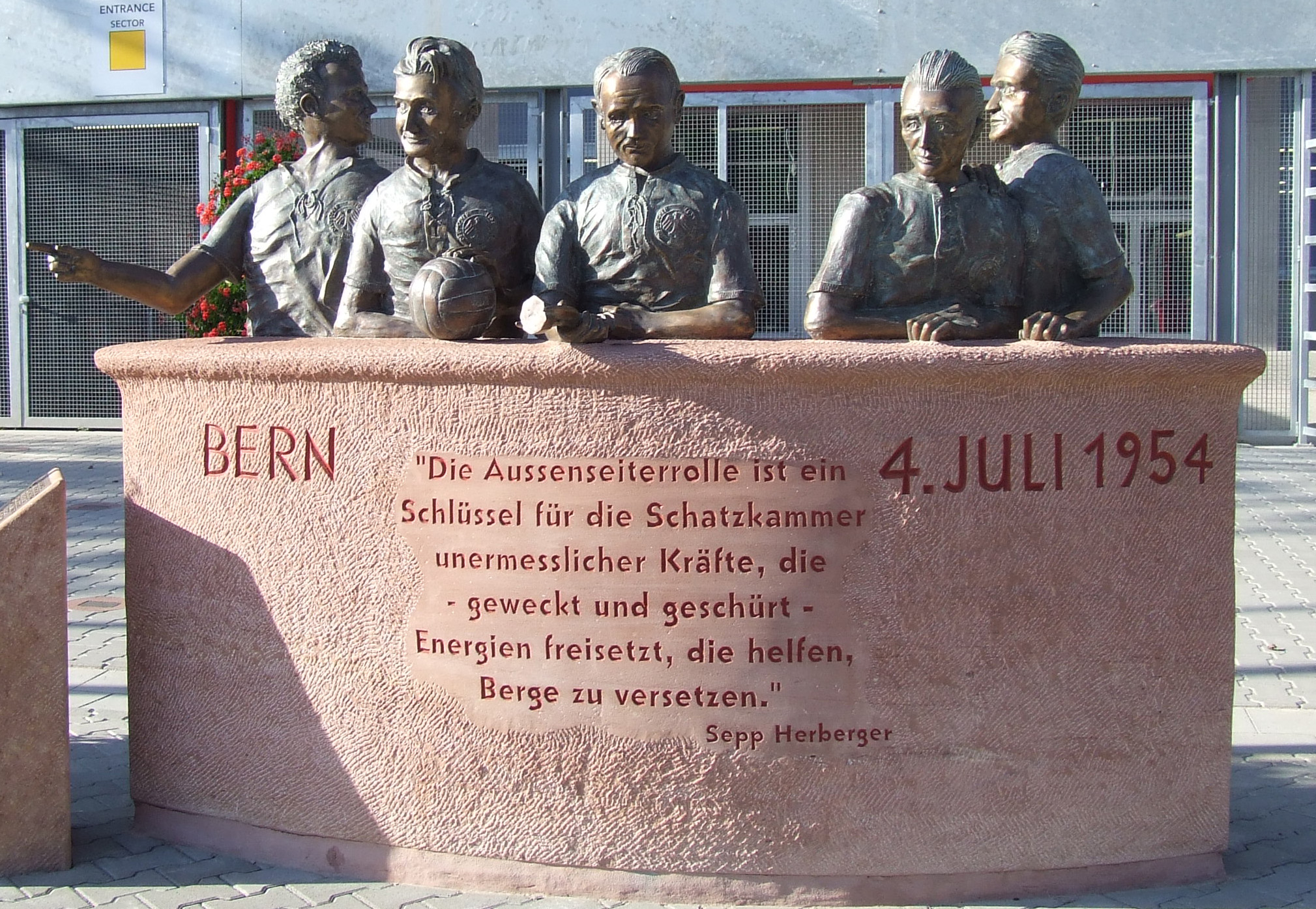
Bustos dos cinco jogadores do Kaiserslautern titulares da seleção alemã-ocidental campeã da Copa do Mundo FIFA de 1954: Werner Liebrich, Fritz Walter, Werner Kohlmeyer, Horst Eckel e Ottmar Walter.

Ottmar Walter (Kaiserslautern, 6 de março de 1924 — Kaiserslautern, 16 de junho de 2013) foi um futebolista alemão. Era um dos atacantes titulares da seleção alemã-ocidental campeã da Copa do Mundo FIFA de 1954, a primeira ganha pelos alemães e na qual marcou quatro vezes em cinco partidas.[carece de fontes?] Na competição, pôde atuar ao lado do irmão Fritz Walter, o capitão da seleção. Na ocasião, ambos eram dois dos cinco titulares que pertenciam ao Kaiserslautern, clube que formava a base da seleção e que foi dominante no início da década de 1950 no campeonato alemão-ocidental, obtendo nessa época seus dois primeiros títulos alemães.[carece de fontes?] Ottmar Walter é o maior artilheiro da história do clube, com 295 gols em 275 partidas pelo campeonato nacional.
Dois dos gols de Ottmar Walter pelo Kaiserslautern ocorreram na vitória de virada por 2-1 na final de 1950-51, na primeira vez em que o clube foi campeão alemão.[carece de fontes?] Em 2004, quando fez 80 anos, o ex-atacante recebeu a mais alta honraria do futebol germânico, a Cruz do Mérito, em emocionada homenagem da Federação Alemã de Futebol. Ele foi o antepenúltimo sobrevivente dos titulares campeões de 1954.

## Carreira clubística
Ottmar Walter estreou no futebol adulto na temporada 1941-42, pelo Kaiserslautern,[carece de fontes?] de sua cidade natal, em plena Segunda Guerra Mundial. Na época, a primeira divisão alemã, chamada Gauliga, era disputada primeiramente através de diversos torneios regionais, incluindo na Áustria e nos Sudetos, com os líderes avançando a partidas eliminatórias em uma fase nacional. O Kaiserslautern liderou um dos dois subgrupos do Sudoeste, mas na fase nacional não foi páreo ao Schalke 04, contra quem foi eliminado nas oitavas-de-final por 9-3. O clube azul de Gelsenkirchen seria adiante era a grande potência alemã na época, com seis títulos e três vice-campeonatos entre 1933 e 1942,[carece de fontes?] gerando percepção de que seria inclusive o time pelo qual torceria Adolf Hitler. O Schalke, de fato, terminaria campeão.[carece de fontes?]
Na temporada seguinte, Ottmar esteve no Holstein Kiel,[carece de fontes?] que disputava o torneio regional de Schleswig-Holstein. O time venceu a etapa regional e avançou aos jogos eliminatórios nacionais, conseguindo inclusive eliminar o próprio Schalke 04 nas quartas-de-final, vencendo-o por 4-1. Mas caiu na etapa seguinte, derrotado por 3-1 pelo Dresdner,[carece de fontes?] outro grande time da época, bicampeão em 1943 e 1944 e no qual despontava o artilheiro Helmut Schön - depois técnico da Alemanha Ocidental campeã da Copa do Mundo FIFA de 1974.
O agravamento da guerra interrompeu o campeonato. com torneios de futebol sendo retomados a partir da temporada 1945-46.[carece de fontes?] Os próprios irmãos Walter passaram a participar do conflito, com Fritz juntando-se aos para-quedistas do Reich  e Ottmar sendo alistado na Kriegsmarine, onde chegou a ser gravemente ferido na perna.
O futebol foi retomado na temporada 1945-46. Ottmar Walter já estava de volta ao Kaiserslautern, que agora fazia parte do Torneio do Sudoeste da chamada Oberliga. O clube terminou na segunda colocação do grupo na temporada 1945-46, um ponto abaixo do Saarbrücken.[carece de fontes?]
O Kaiserslautern, porém, veio a se tornar líder quase ininterrupto entre as temporadas de 1946-47 e 1956-57, só não conseguindo na temporada 1951-52, também liderada pelo Saarbrücken.[carece de fontes?] Jogando constantemente a fase nacional, nela na temporada 1947-48 o clube dos irmãos Walter eliminou por 5-1 tanto o Munique 1860 (quartas-de-final) como o Neuendorf (semifinal), mas perdeu por 2-1 a decisão contra o Nuremberg. Este era o clube mais vezes campeão do país até ser superado já na década de 1980 pelo Bayern Munique,[carece de fontes?] e lá jogava Max Morlock, colega de Kohlmeyer na seleção campeã de 1954 e autor do primeiro gol alemão na final contra a Hungria.
Na temporada seguinte da fase naconal, o Kaiserslautern inicialmente eliminou nas quartas-de-final por 4-1 o St. Pauli, mas foi derrotado pelo mesmo placar na semifinal pelo Borussia Dortmund. Na temporada subsequente, a de 1949-50, o clube eliminou o Rot-Weiß Essen nas oitavas-de-final por 3-2, mas caiu ainda nas quartas, derrotado por 5-2 pelo Stuttgart, que terminaria campeão. Pouco depois, Ottmar estreou pela seleção alemã-ocidental, em novembro de 1950.[carece de fontes?]
A temporada de 1950-51 teve a fase nacional passando a ser disputada em dois quadrangulares-semifinais, com seus líderes realizando a decisão. Dessa vez, o título veio: a equipe liderou seu quadrangular um ponto acima do Schalke 04 e na decisão derrotou de virada por 2-1 o Preußen Münster, com Ottmar Walter marcando os dois gols do seu time, nos minutos 61 e 74 na final em Berlim Ocidental. Foi o primeiro título alemão do Kaiserslautern.[carece de fontes?]
Na temporada 1951-52, o Kaiserslautern terminou apenas em terceiro no torneio do Sudoeste, ausentando-se da fase nacional. Na temporada seguinte, o clube superou, na fase nacional, um quadrangular-semifinal que incluía o Colônia, onde jogava Hans Schäfer,[carece de fontes?] importante peça ofensiva na seleção campeã de 1954. Na decisão, o derrotou por 4-1 o Stuttgart. Foi o segundo título alemão do Kaiserslautern e o último até a década de 1990.[carece de fontes?]
Na temporada 1953-54, o clube voltou na fase semifinal voltou a superar o Colônia, mas terminou derrotado na decisão por 5-1 pelo Hannover 96.[carece de fontes?] Isso não impediu que o Kaiserslautern compusesse a base da seleção que semanas depois venceria a Copa do Mundo na Suíça, fornecendo aproximadamente metade dos titulares, com cinco jogadores: além de Ottmar, também o irmão Fritz Walter,  Werner Liebrich, Werner Kohlmeyer e Horst Eckel.
Após o mundial, o Kaiserslautern superou na fase nacional o quadrangular-semifinal que incluía também o Hamburgo, mas terminou derrotado por 4-3 na decisão pelo Rot-Weiß Essen, onde jogava Helmut Rahn,[carece de fontes?] grande herói da final da Copa de 1954, na qual marcou os outros dois gols alemães.
No quadrangular-semifinal da temporada seguinte, a de 1955-56, a vaga em nova decisão foi perdida nos critérios de desempate para o Karlsruher. Ottmar Walter já tinha 32 anos e, embora ainda defendesse a seleção naquele ano, decidiu parar de jogar;[carece de fontes?] o encerramento precoce da carreira teria sido fruto da lesão na perna sofrida como marinheiro na Segunda Guerra Mundial.
O Kaiserslautern, com a aposentadoria dos principais jogadores daquele auge, tornou-se uma equipe de meio de tabela na nascente Bundesliga, formato adotado a partir de 1964 pelo campeonato alemão. Recobrou alguma força somente na década de 1990, onde conseguiu seus dois outros títulos na elite, em 1991 e em 1998,[carece de fontes?] ainda que também sofresse rebaixamento no período - o título de 1998 veio justamente em rara sequência com a conquista da segunda divisão. Ottmar Walter segue como o maior artilheiro do clube, com 295 gols em 275 partidas pelo campeonato.

## Seleção
Ottmar Walter estreou pela seleção alemã-ocidental em 22 de novembro de 1950, em vitória de 1-0 sobre a Suíça em Stuttgart. A partida foi a primeira da seleção da Alemanha Ocidental; a partida anterior da seleção alemã, ainda antes da divisão do país e do fim da Segunda Guerra Mundial, havia sido em 1942. Seu primeiro gol pelo Nationalelf veio na sua partida seguinte, também contra os suíços, derrotados por 3-2 em 15 de abril de 1951 em Zurique. Outro dos gols foi do irmão Fritz Walter, que na ocasião jogava pela primeira vez pela Alemanha Ocidental, após sua partida anterior pela seleção ter sido em 1942, exatamente na partida final da seleção alemã antes da divisão.[carece de fontes?]
A Alemanha Ocidental jogou outras cinco vezes em 1951, com Fritz atuando em todas, mas Ottmar não. Após aquela partida, ele só voltou a ser utilizado em 4 de maio de 1952, novamente marcando gol - foi em vitória por 3-0 sobre a Irlanda em Colônia. Tornou-se assíduo a partir de então; dos seis jogos realizados pela seleção em 1952, esteve em outros quatro, marcando outras três vezes: o gol alemão na derrota de 3-1 para a França em Paris em 5 de outubro, outro sobre os suíços em 5-1 aplicados em 9 de novembro em Augsburgo e em empate em 2-2 contra a Espanha em Madrid em 28 de dezembro. Fritz também marcou na goleada sobre a Suíça.[carece de fontes?]
Das quatro partidas da seleção em 1953,[carece de fontes?] Ottmar esteve em três, incluindo duas pelas eliminatórias da Copa do Mundo FIFA de 1954, marcando na vitória por 5-1 sobre a Noruega em Hamburgo em 22 de novembro; Fritz também marcou nesse jogo.[carece de fontes?] Nas eliminatórias, o Nationalelf superou um triangular com noruegueses e o Sarre, cujo técnico era Helmut Schön.
O desempenho de um empate e três vitórias não deixou de ser uma surpresa, após a ausência nas eliminatórias anteriores. As eliminatórias se encerraram já no ano de 1954, quando os alemães venceram por 3-1 o Sarre em Saarbrücken. A seguir, o país bateu em Basileia a anfitriã Suíça por 5-3, no único amistoso antes da Copa do Mundo FIFA de 1954,[carece de fontes?] realizada semanas depois neste país. Ottmar Walter foi mantido nessas duas partidas,[carece de fontes?] bem como em cinco das seis em que a Alemanha Ocidental realizou no mundial.
Inicialmente, apesar do retrospecto nos jogos anteriores os alemães sofreram descrédito. Na estreia, precisaram virar o placar para ganhar de 4-1 da Turquia, com Ottmar marcando o terceiro. Para a partida seguinte, o treinador Sepp Herberger mudou bastante a escalação para enfrentar a sensação Hungria. O técnico sabia que dificilmente os germânicos venceriam os magiares optou por poupar alguns titulares e alterar o posicionamento daqueles que foram mantidos, para confundir os húngaros. Ottmar Walter foi um dos poupados, com sua vaga de centroavante sendo ocupada pelo irmão Fritz Walter, um dos titulares mantidos improvisados. A Hungria venceu por 8-3. Foi a única ausência de Ottmar Walter no torneio.
Por trás da ideia de Herberger, havia o regulamento de que, naquele mundial, cada grupo teria dois cabeças-de-chave, que não se enfrentariam. Por punição disciplinar à expulsão alemã em 1945 dos quadros da FIFA, a entidade delimitou que os cabeças do grupo formado também com a Coreia do Sul seriam Hungria e Turquia, forçando assim o jogo entre alemães e húngaros. O compromisso seguinte dos alemães foi um reencontro contra os turcos, goleados agora por 7-2. Ottmar Walter abriu o placar nessa partida, em que Fritz marcou o quinto gol alemão.
Apesar da classificação, os germânicos não eram considerados favoritos para a partida contra a Iugoslávia, já pelo mata-mata das quartas-de-final. O oponente era visto como uma seleção mais técnica e dominou o jogo inicialmente, a ponto do goleiro alemão Toni Turek, de 35 anos, ser descrito como o destaque do jogo. Mesmo quando não alcançava as bolas, teve sorte, com duas acertando a trave e outras duas sendo salvas em cima da linha por Werner Kohlmeyer. O placar foi aberto já aos 10 minutos de jogo, mas por um gol contra de Ivan Horvat. Os iugoslavos pressionaram bastante no decorrer da partida e só aos 41 minutos do segundo tempo a classificação alemã se assegurou, com o gol de Helmut Rahn finalizando o placar em 2-0, resultado considerado surpreendente contra o favoritismo adversário.
Na semifinal, a Alemanha Ocidental estava mais confiante, sabendo que a oponente Áustria havia sofrido cinco gols da Suíça, ainda que houvesse a eliminado por marcar sete. Após um primeiro tempo equilibrado, com vitória parcial por 1-0 da Nationalmannschaft, a seleção vizinha terminou derrotada por 6-1, prejudicada pelo nervosismo do seu goleiro, Walter Zeman, que não era o titular. Os irmãos Walter marcaram cada um duas vezes no segundo tempo: com o jogo em 2-1, Fritz fez o terceiro e o quinto dos alemães, ambos de pênalti, enquanto Ottmar fez o quarto e o sexto. A goleada foi uma nova surpresa. A mídia enfim reconheceu as chances de título dos germânicos, embora logo minoradas com a notícia posterior de que Ferenc Puskás, lesionado exatamente naquele duelo de 8-3, estaria apto para participar da decisão após ter se ausentado ao longo do torneio em função da lesão.
O adversário, com o próprio Puskás e com Zoltán Czibor, conseguiu marcar duas vezes antes dos dez minutos.A partida, porém, pôde ser empatada ainda aos 18 minutos do primeiro tempo. Apesar da igualdade imediata, os alemães mantiveram-se focados em defender-se para atacar somente por contra-ataques, como ordenado por Herberger, ciente de que os húngaros vinham de duas partidas prévias complicadas, na "Batalha de Berna" contra o Brasil e na semifinal com prorrogação contra o Uruguai.
Aos 39 minutos do segundo tempo, exatamente em contra-ataque, a Alemanha conseguiu o gol que finalizou o placar em 3-2. Ottmar foi um dos jogadores que disputaram belo alto bola levantada por Hans Schäfer, dividindo no ar junto com o colega Max Morlock e os adversários Mihály Lantos e József Zakariás. A bola então sobrou para Helmut Rahn, que pôde domina-la, driblar Lantos e acertar um chute rasteiro no canto direito do goleiro Gyula Grosics. Os adversários tiveram ainda boas chances depois para empatar - numa delas, Puskás marcou, mas o lance foi invalidado por impedimento. A vitória de virada ficaria conhecida como "O Milagre de Berna".
Após o título, Ottmar Walter jogou mais quatro vezes pela seleção, duas delas ainda em 1954. Curiosamente, foi derrotado em todas: 2-0 para a Bélgica em Bruxelas em 26 de setembro e 3-1 para a França dentro de Hannover em 16 de outubro; 3-1 para a Iugoslávia em Belgrado em 25 de setembro de 1955; e 3-1 para a Inglaterra dentro de Berlim Ocidental em 26 de maio de 1956. Ele não marcou nessas partidas. Ao todo, foram 21 partidas pela Alemanha Ocidental, com dez gols, treze vitórias, três empates e cinco derrotas, quatro delas exatamente nos seus últimos jogos.[carece de fontes?]

## Morte
Ottmar foi o antepenúltimo sobrevivente dos titulares alemães campeões da Copa do Mundo FIFA de 1954, falecendo aos 89 anos em 16 de junho de 2013, horas após a morte de outro jogador campeão mundial pelo país - Heinz Flohe, reserva da seleção da Copa do Mundo FIFA de 1974. Sobre a morte de Ottmar, o presidente da Federação Alemã de Futebol expressou que "é uma notícia muito triste para o futebol alemão. Ottmar Walter foi um dos jogadores que tornou possível o 'Milagre de Berna' e que se tornou num modelo para várias gerações. Tal como o seu irmão Fritz, vai ter o seu lugar na história da DFB. Ottmar Walter não ficará na nossa memória apenas como um jogador brilhante, mas também como uma pessoa maravilhosa, que sempre se manteve humilde e realista".

## Títulos
Kaiserslautern
- Campeonato Alemão-Ocidental: 1950–51, 1952–53
- Grupo Sudoeste do Campeonato Alemão: 1941-42
- Grupo Sudoeste do Campeonato Alemão-Ocidental: 1949-50, 1950-51, 1952-53, 1953-54, 1954-55, 1955-56

Holstein-Kiel
- Grupo de Schleswig-Holstein do Campeonato Alemão: 1942-43

Seleção Alemã-Ocidental
- Copa do Mundo FIFA: 1954